# Camponotus yiningensis
Camponotus yiningensis é uma espécie de inseto do gênero Camponotus, pertencente à família Formicidae.